# دحل أبو قرون
دحل أبو قرون هو أحد الدحول الواقعة في الصمان في السعودية.